# Phoxinus
 Phoxinus  ist eine Gattung aus der Familie der Weißfische (Leuciscidae) in der Ordnung der Karpfenartigen (Cypriniformes), die in Eurasien und Nordamerika vorkommt.

## Merkmale
Die Fische der Gattung Phoxinus sind kleine Fische mit zylindrischem, kräftigem Körper, zugespitzten Schlundzähnen und gegabelter Schwanzflosse. Ihr Körper ist von zahlreichen, sehr kleinen Schuppen bedeckt, nur der Bauch zwischen den Brustflossen ist meist nackt. Entlang der häufig unvollständigen Seitenlinie liegt eine Reihe quadratischer bis länglicher Flecken, die besonders bei Jungtieren zu einem Band verschmelzen können.

## Fortpflanzung
Während der Laichzeit bildet sich, vor allem bei den Männchen, ein auffälliges Prachtkleid aus, das schwarz getönte untere Flanken, ein Muster länglicher dunkler Flecken und einen kupfrigen Glanz am ganzen Körper umfassen kann. Bei den Männchen entwickeln sich zudem auffällige Knötchen am Kopf sowie ein geschwollener, weißer Rand des Kiemendeckels. Innerhalb der Gattung kommt teilweise Gynogenese vor, die Bildung asexueller Nachkommen durch die Aktivierung der Eizelle durch artfremde Spermien.

## Arten
Die interne Systematik der Gattung ist nicht eindeutig geklärt, molekularbiologische Untersuchungen deuten darauf hin, dass die Gattung paraphyletisch ist. Derzeit werden der Gattung 21 Arten zugerechnet.

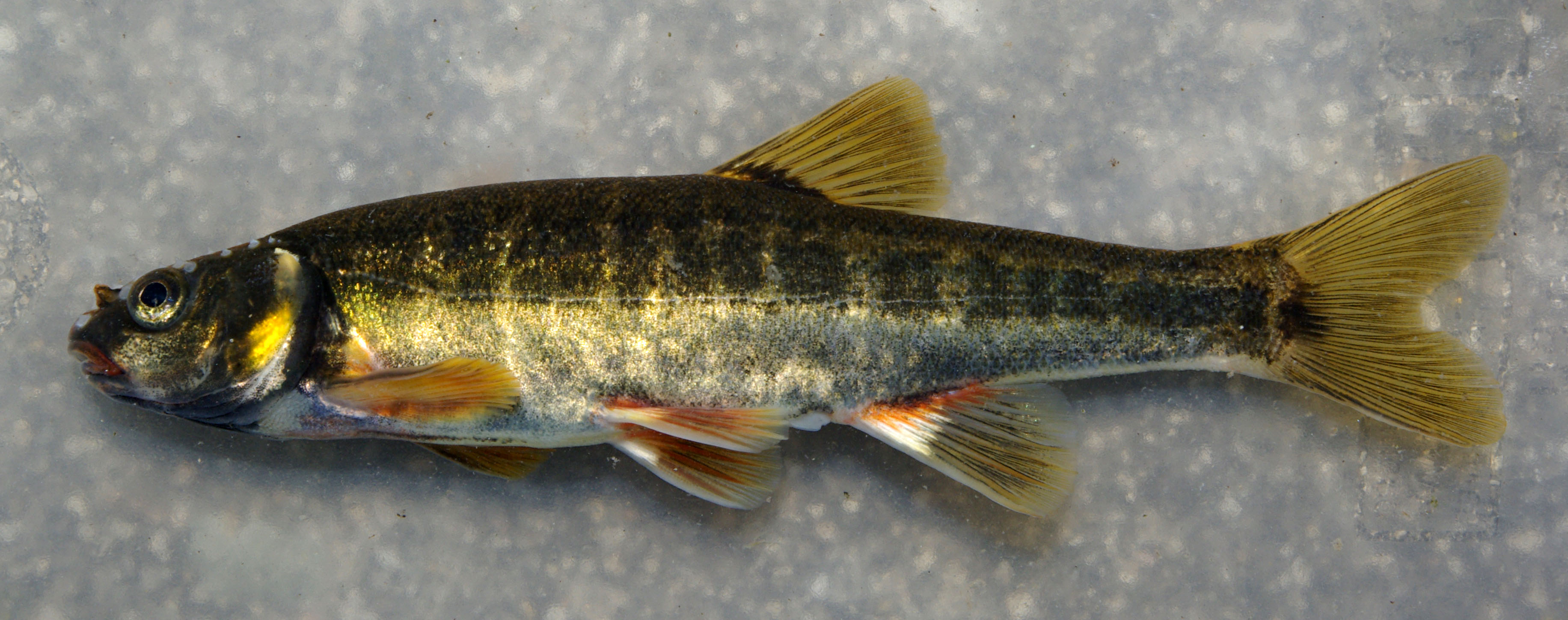
Phoxinus bigerri

- Phoxinus apollonicus Bianco & De Bonis, 2015[6]
- Phoxinus bigerri Kottelat, 2007
- Phoxinus brachyurus Berg, 1912
- Phoxinus colchicus Berg, 1910
- Phoxinus grumi Berg, 1907
- Phoxinus isetensis (Georgi, 1775)[7]
- Phoxinus issykkulensis Berg, 1912
- Phoxinus jouyi (Jordan & Snyder, 1901)
- Phoxinus karsticus Bianco & De Bonis, 2015[6]
- Phoxinus keumkang (M., 1977)
- Phoxinus ketmaieri Bianco & De Bonis, 2015[6]
- Phoxinus kumgangensis L. T. Kim, 1980
- Phoxinus likai Bianco & De Bonis, 2015[6]
- Phoxinus oxyrhynchus (Mori, 1930)
- Elritze (Phoxinus phoxinus) (Linnaeus, 1758)
- Phoxinus semotilus (Jordan & Starks, 1905)
- Phoxinus septimaniae Kottelat, 2007
- Phoxinus steindachneri Sauvage, 1883
- Phoxinus strandjae Drensky, 1926
- Phoxinus strymonicus Kottelat, 2007
- Phoxinus tchangi Chen, 1988
- Phoxinus ujmonensis Kaschenko, 1899